# Лацис, Эрик Карлович
Эрик Карлович Лацис (латыш. Ēriks Lācis, 28 июня 1938 — 26 июня 2005) — советский и латвийский кинорежиссёр, сценарист.

## Биография
Родился 28 июня 1938 года в Краукльской волости Мадонского уезда Латвии.
Начинал карьеру в Рижском ТЮЗе, рабочим сцены (1957). Окончил режиссёрское отделение театрального факультета Латвийской государственной консерватории им. Я. Витола (1964), на Рижской киностудии с 1962 года, режиссёр-постановщик с 1966 года.
Первые два фильма поставил совместно с Янисом Стрейчем — «Часы капитана Энрико» (1967) и «Мальчишки острова Ливов» (1969), затем самостоятельная работа. За картину «Фронт в отчем доме» удостоен Государственной премии ЛССР. В 1990-е годы, после обвального падения кинопроизводства, работал на телевидении.
Член Союза кинематографистов (с 1978). Стипендиат Государственного фонда культуры (2004).
Скончался 26 июня 2005 года.

## Фильмография
- 1965 — Клятва Гиппократа — второй режиссёр
- 1967 — Часы капитана Энрико — режиссёр-постановщик
- 1969 — Мальчишки острова Ливов — режиссёр-постановщик, сценарист
- 1970 — Насыпь — режиссёр-постановщик
- 1971 — Тростниковый лес — режиссёр-постановщик
- 1973 — Подарок одинокой женщине — режиссёр-постановщик
- 1977 — Под опрокинутым месяцем — режиссёр-постановщик
- 1980 — Испанский вариант — режиссёр-постановщик
- 1983 — Оборотень Том — режиссёр-постановщик, сценарист
- 1985 — Фронт в отчем доме — режиссёр-постановщик, сценарист
- 1987 — Объезд — режиссёр-постановщик
- 1991 — Сто вёрст по реке — режиссёр-постановщик